# 29555 MACEK
أم أي سي إي كي (ويعرف أيضًا باسم 29555 أم أي سي إي كي وفق تسمية الكوكب الصغير) (بالإنجليزية: MACEK)‏ هو كويكب ضمن حزام الكويكبات؛ وترتيبه 29555 من حيث الاكتشاف.
اكتُشف هذا الجُرم الفلكي بواسطة Zdeněk Moravec ‏ في 18 فبراير 1998.

## وصلات خارجية
- 29555 MACEK في قاعدة بيانات مختبر الدفع النفاث لأجرام النظام الشمسي الصغيرة

- الاكتشاف · مخطط المدار ·  العناصر المدارية · المعلمات المادية

- 29555 MACEK على موقع ويكي سكاي: DSS2, SDSS, GALEX, IRAS, Hydrogen α, X-Ray, Astrophoto, Sky Map, Articles and images